# Helina depuncta
Helina depuncta este o specie de muște din genul Helina, familia Muscidae. A fost descrisă pentru prima dată de Fallen în anul 1825. Conform Catalogue of Life specia Helina depuncta nu are subspecii cunoscute.